# Русаково (Аромашевський район)
Русако́во (рос. Русаково) — село у складі Аромашевського району Тюменської області, Росія.
Населення — 371 особа (2010, 463 у 2002).
Національний склад станом на 2002 рік:
- росіяни — 93 %